# قلعة خورموج
قلعة خورموج هي قلعة تاريخية تعود إلى عصر القاجاريون، وتقع في خورموج.